# Popularizace vědy
Popularizace vědy je pojem užívaný v médiích, který zastřešuje veškeré aktivity vedoucí k rozšiřování obecného povědomí o výsledcích dosažených ve vědě, případně technice, o metodách vědy, úspěších apod. Cílem popularizace vědy je poskytnout informace veřejnosti, vzbuzovat zájem o vědní obory, působením na děti a mládež získávat případné budoucí vědce a získávat podporu vědy včetně finanční.

## Známí popularizátoři

### Zahraniční
- Amir Aczel – fyzika, matematika
- Elise Andrew – autorka Facebookové stránky I fucking love science
- David Attenborough – biologie, geologie
- Peter Atkins – chemie
- John David Barrow – matematika, fyzika, kosmologie
- Sean M. Carroll – kosmologie
- Rachel Carsonová – biologie
- C. W. Ceram – archeologie
- Brian Clegg – fyzika, astronomie
- Brian Cox – fyzika, astronomie
- Francis Crick – biologie, neurologie
- Richard Dawkins – biologie, evoluční biologie
- Paul Davies – fyzika
- Daniel Dennett – filosofie, kognitivní věda
- Jared Diamond – biologie, antropologie
- Robin Dunbar – antropologie, evoluční psychologie
- Arthur Eddington – astrofyzika
- Richard Feynman – fyzika
- Timothy Ferris – fyzika, astronomie
- George Gamow – fyzika
- James Gleick – teorie chaosu, teorie informace
- Brian Greene – fyzika
- Ben Goldacre – lékařství, farmacie, psychiatrie
- Stephen Jay Gould – evoluční biologie, paleontologie
- John Gribbin – astronomie
- J. B. S. Haldane – evoluční biologie
- Sam Harris – neurovědy
- Stephen Hawking – fyzika, kosmologie
- Douglas Hofstadter – počítačové vědy, kognitivní věda
- Fred Hoyle – astronomie
- Julian Huxley – evoluční biologie
- Marcus Chown – fyzika
- Robert Jungk – fyzika, futurologie
- Michio Kaku – kosmologie
- Lawrence M. Krauss – fyzika
- Paul de Kruif – biologie, lékařské vědy
- Mario Livio – matematika
- Brian Malow – fyzika
- Lynn Margulisová – evoluční biologie
- Nigel Marven – zoologie, paleontologie
- Ernst Mayr – evoluční biologie
- Mark Miodownik – materiálové vědy, inženýrství
- Patrick Moore – astronomie
- Desmond Morris – sociobiologie, zoologie
- PZ Myers – evoluční biologie, autor blogu Pharyngula [1]
- Jayant Narlikar – kosmologie
- Chad Orzel – fyzika
- Roger Penrose – kosmologie, fyzika, matematika
- Steven Pinker – psychologie, kognitivní věda
- John Polkinghorne – fyzika
- Lisa Randallová – kosmologie, fyzika
- James Randi – skepticismus, vědecké myšlení
- Martin Rees – technické vědy, kosmologie
- Matt Ridley – zoologie, evoluční biologie
- Carl Edward Sagan – astronomie
- Seth Shostak – astronomie
- Neil Shubin – paleontologie, evoluční biologie
- Simon Singh – matematika, kosmologie
- Lee Smolin – kosmologie, fyzika
- Ian Stewart – matematika
- Lewis Thomas – biologie, lékařské vědy
- Neil deGrasse Tyson – astronomie
- James Dewey Watson – evoluční biologie
- Steven Weinberg – fyzika
- Edward Osborne Wilson – sociobiologie
- Robert Winston – paleontologie, psychologie
- Stephen Wolfram – matematika, počítačové vědy
- Carl Zimmer – parazitologie, autor blogu The Loom [2]

### Čeští
- Václav Cílek – geologie
- Josef Dumek – zemědělství
- Marcel Grün – astronomie, kosmologie
- Jiří Grygar – astronomie, kosmologie
- Cyril Höschl – psychiatrie a kognitivní věda
- Filip Stanislav Kodym – přírodní vědy, zemědělství, zdravotnictví
- Vladimír Kořen – televizní moderátor a učitel
- František Koukolík – přírodní vědy, kognitivní věda, sociologie
- Petr Kulhánek – astrofyzika a astronomie
- Vít Kudrle – fyzika plazmatu
- Jiří Mrázek – přírodní a technické vědy, futurologie
- Karel Pacner – kosmický výzkum
- Vladimír Socha – paleontologie, dinosauři
- Daniel Stach – televizní moderátor
- Miloslav Stingl – etnografie
- Antonín Vítek – kosmický výzkum
- Petr Vopěnka – matematika a její historie

## Populárně-vědecká literatura
Popularizaci vědy vydáváním populárně-vědecké literatury se v Česku věnuje mnoho nakladatelství, některá z nich mají i speciální populárně-vědecké ediční řady:
- Aliter (nakl. Dokořán a Argo)
- Fénix (nakl. Paseka)
- Galileo (nakl. Academia)
- Kolumbus (nakl. Mladá fronta)
- ZIP (nakl. Dokořán a Argo)

## Populárně-vědecké televizní a rozhlasové pořady

### Zahraniční
- Bořiči mýtů – moderátoři Jamie Hyneman a Adam Savage [3]
- Cestování červí dírou – průvodce Morgan Freeman [4]
- Cosmos: Cesta do neznáma – průvodce Carl Sagan (1980)
- Kosmos: Časoprostorová odysea – volné pokračování seriálu z roku 1980, průvodce Neil deGrasse Tyson [5]
- Scientific American Frontiers – moderátor Alan Alda [6]

### České
- Hyde Park Civilizace – moderátor Daniel Stach [7]
- Meteor [8]
- Okna vesmíru dokořán – průvodce Jiří Grygar a Jana Plichtová
- Zázraky přírody – moderátoři Vladimír Kořen a Maroš Kramár

## Populárně-vědecké přednáškové cykly
V České republice existuje celá řada přednáškových cyklů s populárně-vědeckou tematikou. Z nejvýznamnějších jmenujme:
- Biologické čtvrtky ve Viničné (PřF UK, viz )
- Čtvrteční přednášky na Hvězdárně a planetáriu v Brně
- Filosofické problémy fyziky MFF UK [9]
- Fyzikální čtvrtky ČVUT FEL [10]
- Chemické úterky PřF UK [11]
- Páteční přednášky Společenskovědní sekce klubu skeptiků Sisyfos [12]
- Science Café ČR [13]